# Rifgriel
De rifgriel (Esacus magnirostris) is een vogel die behoort tot de familie van grielen (Burhinidae). Hij komt sporadisch voor aan mangrovekusten in een groot gebied dat reikt van Myanmar tot aan Nieuw-Caledonië.
Deze griel wordt soms Australische griel genoemd maar dit is de correcte Nederlandse naam voor Burhinus grallarius.

## Kenmerken
De rifgriel lijst sterk op de verwante grote griel (Esacus recurvirostris). Ook deze griel kan een lengte van 55 cm bereiken. Hij heeft een lange, dikke, rechte snavel met een gele sanvelbasis. Deze vogel heeft een opvallende zwart-wittekening, met een donker boven op de kop, smalle witte wenkbrauwsteep en daaronder weer een dikke zwarte oogstreep, een witte kin en een korte zwart steepje dat vanaf de gele snavelbasis naar beneden loopt. De rug is egaal gekleurd en daarmee wijkt hij af van de andere soorten grielen. In vlucht zijn de bovenvleugel (armpennen) opvallend licht en de handpennen donker met een lichte vlek.

## Leefwijze
De rifgriel is een nachtdier, dat overdag ook wel foeragerend kan worden gezien. Hij leeft vrijwel uitsluitend van dierlijk voedsel, zoals insecten, slakjes, kleine reptielen en knaagdiertjes. Bij het zoeken naar voedsel vertrouwt hij op zijn scherpe gezichtsvermogen.

## Voortplanting
Een nest bestaat bij deze soort uit een kuiltje in de grond dat door de dieren met de poten gegraven wordt. Het nest wordt soms aangekleed met kleine steentjes en dergelijke, maar niet alle grielen nemen deze moeite. Er worden doorgaans 2 eieren gelegd, die in ongeveer 25 dagen worden uitgebroed.

## Voorkomen en leefgebied
De rifgriel komt voor op verlaten stranden en mangrovegebieden over een groot gebied dat reikt van Myanmar, eilanden in de buurt van Thailand en het schiereiland Malakka, door heel Indonesië, de Filipijnen, Nieuw-Guinea, Vanuatu, Nieuw-Caledonië en Australië.

## Status
De vogel is zeer schaars. In heel Australië zijn nog ongeveer 5000 paren en in Melanesië ongeveer 1000 en nog maar 10 of 20 op Nieuw-Caledonië. Volwassen vogels zijn standvogel, maar jonge vogels kunnen uitzwermen over een groot gebied. De vogel is als bodembroeder uitzonderlijk gevoelig voor verstoring en lijdt door predatie van ingevoerde katten en honden. Hij staat als gevoelig op de Rode Lijst van de IUCN omdat eenzame verlaten stranden waar de vogel kan broeden steeds vaker bezocht worden door mensen en hun huisdieren.

## Protonym
- Oedicnemus magnirostris - Vieillot, 1818[2]

## Synoniemen
- Burhinus magnirostris
- Burhinus giganteus
- Esacus giganteus
- Esacus neglectus
- Orthorhamphus magnirostris